# Subiza
Subiza (Subitza o Zubitza en euskera) es una localidad española y un concejo de la Comunidad Foral de Navarra perteneciente al municipio de Cendea de Galar. Su población en 2014 fue de 191 habitantes (INE).

## Geografía
Situado al sudeste de la sierra del Perdón, confina por el norte con Salinas de Pamplona, al este con Olaz-Subiza, al sur con Biurrun y al oeste con el monte Francoa.

## Historia
Antiguamente fue villa de señorío realengo que pagaba sus pechas directamente a la Corona navarra. El solar da nombre a uno de los linajes de ricoshombres de Navarra más antiguos. En 1365 Carlos II de Navarra donó el lugar a Juan Remírez de Arellano.

## Deportes
La localidad cuenta con un club de fútbol, el C.D. Subiza, que disputa sus partidos en el campo de fútbol de hierba natural situado a las afueras del pueblo denominado Sotoburu.

## Comunicaciones

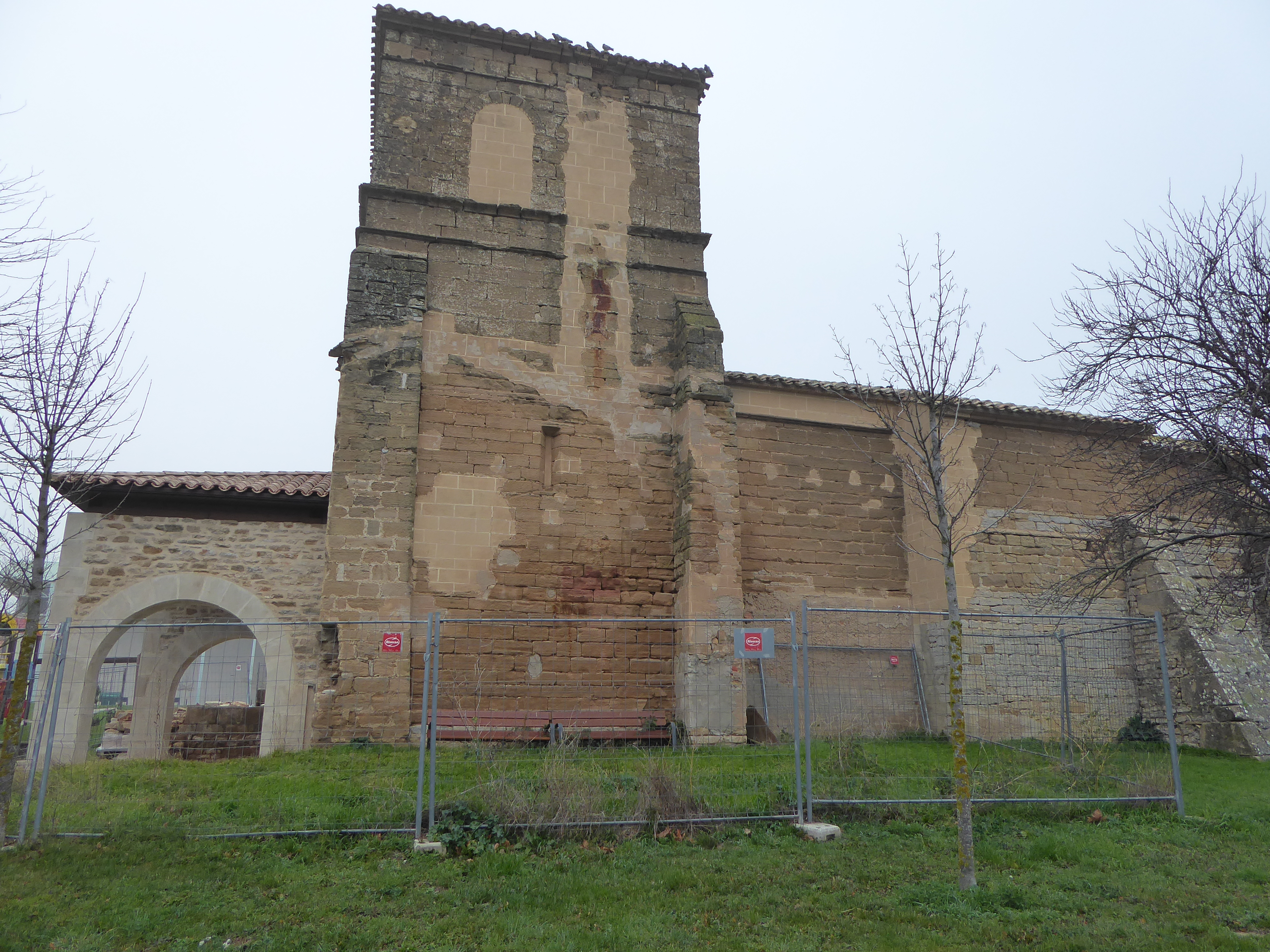
Iglesia de Subiza

| Eskualdeko Hiri Garraioa/Transporte Urbano Comarcal |   |
| Taxi Iruñerria                                      |   |
| Zona                                                | B |
| Estaciones                                          |   |

## Arte y arquitectura
- Iglesia de San Juan Bautista, de estilo gótico tardío (siglo XVI).

- ‘Palacio de Subiza’, edificio de estilo baztanés, palacio cabo de armería, reconstruido en el siglo XVIII.